# Agriphila poliella
Agriphila poliella (лат.) — вид чешуекрылых насекомых из семейства огнёвок-травянок. Распространён в Северной и Центральной Европе, южном Урале, Дагестане, Центральной Азии и Казахстане. Размах крыльев 19—26 мм. Гусеницы питаются на травянистых растениях.